# Svjetski skijaški kup 2013.
Svjetski kup u alpskom skijanju 2012./2013.
47. sezona Svjetskog skijaškog kupa 2013. godine počela je 27. listopada 2012. u Söldenu, a završila 17. ožujka 2013. u Lenzerheidenu. 
Skijaši su odvozili 35 utrka (8 spustova, 5 super-veleslaloma, 8 veleslaloma, 11 slaloma, 2 super-kombinacije i 1 paralelni slalom). Najviše bodova (1535) osvojio je Marcel Hirscher iz Austrije.
Skijašice su odvozile 36 utrke (7 spustova, 6 super-veleslaloma, 9 veleslaloma, 11 slaloma, 2 kombinacije i 1 paralelni slalom). Najviše bodova (2414) osvojila je Tina Maze iz Slovenije, i time postavila rekord po osvojenom broju bodova u svjetskom kupu.

### Ukupni pobjednici
|           | Ukupno          | Slalom           | Spust              | Super-G            | Veleslalom | Kombinacija                                     |
| --------- | --------------- | ---------------- | ------------------ | ------------------ | ---------- | ----------------------------------------------- |
| Skijaši   | Marcel Hirscher | Marcel Hirscher  | Aksel Lund Svindal | Aksel Lund Svindal | Ted Ligety | Ivica Kostelić, Alexis Pinturault (bez trofeja) |
| Skijašice | Tina Maze       | Mikaela Shiffrin | Lindsey Vonn       | Tina Maze          | Tina Maze  | Tina Maze (bez trofeja)                         |

## Skijaši
| Plasman | Ime                 | Država    | Bodovi |
| ------- | ------------------- | --------- | ------ |
| 1.      | Marcel Hirscher     | Austrija  | 1535   |
| 2.      | Aksel Lund Svindal  | Norveška  | 1226   |
| 3.      | Ted Ligety          | SAD       | 1022   |
| 4.      | Felix Neureuther    | Njemačka  | 948    |
| 5.      | Ivica Kostelić      | Hrvatska  | 900    |
| 6.      | Alexis Pinturault   | Francuska | 790    |
| 7.      | Manfred Moelgg      | Italija   | 636    |
| 8.      | Hannes Reichhelt    | Austrija  | 595    |
| 9.      | Andre Myhrer        | Švedska   | 575    |
| 10.     | Christof Innerhofer | Italija   | 522    |

### Spust
| Plasman | Ime                 | Država   | Bodovi |
| ------- | ------------------- | -------- | ------ |
| 1.      | Aksel Lund Svindal  | Norveška | 439    |
| 2.      | Klaus Kroell        | Austrija | 381    |
| 3.      | Dominik Paris       | Italija  | 378    |
| 4.      | Christof Innerhofer | Italija  | 370    |
| 5.      | Hannes Reichhelt    | Austrija | 290    |

### Super-veleslalom
| Plasman | Ime                | Država    | Bodovi |
| ------- | ------------------ | --------- | ------ |
| 1.      | Aksel Lund Svindal | Norveška  | 480    |
| 2.      | Matteo Marsaglia   | Italija   | 249    |
| 3.      | Matthias Mayer     | Austrija  | 228    |
| 4.      | Werner Heel        | Italija   | 224    |
| 5.      | Adrien Théaux      | Francuska | 191    |

### Veleslalom
| Plasman | Ime               | Država    | Bodovi |
| ------- | ----------------- | --------- | ------ |
| 1.      | Ted Ligety        | SAD       | 720    |
| 2.      | Marcel Hirscher   | Austrija  | 575    |
| 3.      | Alexis Pinturault | Francuska | 326    |
| 4.      | Manfred Moelgg    | Italija   | 301    |
| 5.      | Thomas Fanara     | Francuska | 236    |

### Slalom
| Plasman | Ime              | Država   | Bodovi |
| ------- | ---------------- | -------- | ------ |
| 1.      | Marcel Hirscher  | Austrija | 960    |
| 2.      | Felix Neureuther | Njemačka | 716    |
| 3.      | Ivica Kostelić   | Hrvatska | 535    |
| 4.      | Andre Myhrer     | Švedska  | 532    |
| 5.      | Manfred Moelgg   | Italija  | 335    |

### Super kombinacija
| Plasman | Ime                      | Država    | Bodovi |
| ------- | ------------------------ | --------- | ------ |
| 1.      | Ivica Kostelić           | Hrvatska  | 180    |
| 1.      | Alexis Pinturault        | Francuska | 180    |
| 3.      | Thomas Mermillod-Blondin | Francuska | 96     |
| 4.      | Carlo Janka              | Švedska   | 86     |
| 5.      | Aksel Lund Svindal       | Norveška  | 63     |

## Skijašice
| Plasman | Ime                 | Država    | Bodovi |
| ------- | ------------------- | --------- | ------ |
| 1.      | Tina Maze           | Slovenija | 2414   |
| 2.      | Maria Höfl-Riesch   | Njemačka  | 1101   |
| 3.      | Anna Fenninger      | Austrija  | 1029   |
| 4.      | Julia Mancuso       | SAD       | 867    |
| 5.      | Mikaela Shiffrin    | SAD       | 822    |
| 6.      | Viktoria Rebensburg | Njemačka  | 787    |
| 7.      | Kathrin Zettel      | Austrija  | 759    |
| 8.      | Lindsey Vonn        | SAD       | 740    |
| 9.      | Lara Gut            | Švicarska | 662    |
| 10.     | Frida Hansdotter    | Švedska   | 615    |

### Spust
| Plasman | Ime               | Država    | Bodovi |
| ------- | ----------------- | --------- | ------ |
| 1.      | Lindsey Vonn      | SAD       | 340    |
| 2.      | Tina Maze         | Slovenija | 339    |
| 3.      | Maria Höfl-Riesch | Njemačka  | 272    |
| 4.      | Stacey Cook       | SAD       | 244    |
| 5.      | Lara Gut          | Švicarska | 228    |

### Super-veleslalom
| Plasman | Ime               | Država    | Bodovi |
| ------- | ----------------- | --------- | ------ |
| 1.      | Tina Maze         | Slovenija | 420    |
| 2.      | Julia Mancuso     | SAD       | 365    |
| 3.      | Anna Fenninger    | Austrija  | 304    |
| 4.      | Lindsey Vonn      | SAD       | 286    |
| 5.      | Maria Höfl-Riesch | Njemačka  | 251    |

### Veleslalom
| Plasman | Ime                 | Država    | Bodovi |
| ------- | ------------------- | --------- | ------ |
| 1.      | Tina Maze           | Slovenija | 800    |
| 2.      | Anna Fenninger      | Austrija  | 480    |
| 3.      | Viktoria Rebensburg | Njemačka  | 411    |
| 4.      | Tessa Worley        | Francuska | 383    |
| 5.      | Kathrin Zettel      | Austrija  | 382    |

### Slalom
| Plasman | Ime                     | Država    | Bodovi |
| ------- | ----------------------- | --------- | ------ |
| 1.      | Mikaela Shiffrin        | SAD       | 688    |
| 2.      | Tina Maze               | Slovenija | 655    |
| 3.      | Veronika Velez-Zuzulová | Slovačka  | 500    |
| 4.      | Frida Hansdotter        | Švedska   | 435    |
| 5.      | Tanja Poutiainen        | Finska    | 354    |

### Super kombinacija
| Plasman | Ime                  | Država    | Bodovi |
| ------- | -------------------- | --------- | ------ |
| 1.      | Tina Maze            | Slovenija | 200    |
| 2.      | Nicole Hosp          | Austrija  | 160    |
| 3.      | Michaela Kirchgasser | Austrija  | 120    |
| 4.      | Lara Gut             | Švedska   | 77     |
| 4.      | Marie-Michèle Gagnon | Kanada    | 77     |

## Vanjske poveznice
- Svjetski skijaški kup 2013 - rezultati